# Jon Brockman
Jon Brockman (Snohomish, 20 de março de 1987) é um ex-jogador norte-americano de basquete profissional que atuou na  National Basketball Association (NBA). Foi o número 38 do Draft de 2009.